# Augustin-Joseph de Mailly
Augustin-Joseph de Mailly, marchese di Harcourt (Villaines-sous-Lucé, 5 aprile 1708 – Arras, 25 marzo 1794), è stato un generale francese.

## Biografia
Apparteneva ad una famiglia della nobiltà francese di origini bretoni e probabilmente celtiche, essendo la famiglia dei conti Mailly conosciuta fin dall'epoca di Rollone di Normandia, essendo una delle poche famiglie bretoni che gli fece omaggio. Mailly, figlio di un marchese, ereditò inoltre anche il titolo di conte da un suo cugino, Louis de Mailly, nel 1743, alla morte di quest'ultimo. Alla morte del padre divenne marchese di Houtcourt, barone di Saint-Armand e signore d'Assigny, Guillencourt, Brunvil, Bivil, Villedieu, Cany, Saint-Michel-d'Halescourt e Grumesnil.
Il giovane aristocratico, nonostante fosse il primogenito, decise fin da giovane di intraprendere la carriera delle armi, servendo prima come ufficiale dei moschettieri e poi nella cavalleria, avendo una straordinaria carriera: moschettiere nel 1726, tenente del reggimento di fanteria Mailly in quello stesso anno, il 18 marzo 1728 divenne capitano, combattendo poi in Vestfalia, Boemia e nelle Fiandre. Nel marzo del 1733 venne nominato tenente colonnello della compagnia dei gendarmi della regina. Il coraggio dimostrato sul campo di battaglia gli valse, a soli trentadue anni, la croce di cavaliere dell'Ordine di San Luigi.
Generale di brigata nel 1743, nel 1745 era già maresciallo di campo e nel 1748 tenente generale. Ricoprì da allora numerose cariche di carattere amministrativo nell'esercito, divenendo ispettore generale della cavalleria e dei dragoni e poi direttore generale dell'amministrazione delle armate.
Fu poi nominato governatore generale del Rossiglione, nel sud della Francia, dove fu autore di numerose opere di beneficenza, quali la costruzione di un'università a Perpignano e di un'accademia militare; e strinse rapporti con la frammassoneria catalana, essendo lui Gran Maestro della massoneria francese. Nel 1776 fu nominato cavaliere dell'Ordine dello Spirito Santo e maresciallo di Francia nel 1783; governatore di Abbeville e poi Gran Bailli del Ponthieu, si dedicò alla ristrutturazione del castello di famiglia e alla stesura di numerose opere di carattere storico-militare. Gran parte del favore che Luigi XV ebbe per Mailly fu a causa delle sue quattro cugine, Marie Anne de Mailly, Pauline Félicité de Mailly, Louise Julie de Mailly, Diane Adelaide de Mailly, tutte amanti del re.
Mailly inoltre prese parte alla guerra dei sette anni, combattendo nelle Fiandre sotto il duca di Noailles e Maurizio di Sassonia, partecipando alla battaglia di Fontenoy e a quella di Dettingen; fu con il principe di Conti alla Madonna dell'Olmo contro i savoiardi, a Rocoux con Carlo Alessandro di Lorena, e inoltre era stato commissario nelle truppe franco-sassoni durante la battaglia di Hohenfriedberg, contro i prussiani. Partecipò inoltre ad alcuni squarci della guerra dei sette anni in America, fungendo da governatore di Québec per due anni.
Inoltre storica fu la sua presenza agli Stati Generali del 1789 come rappresentante della nobiltà, inoltre pare abbia avuto una parte decisiva nel tentativo di fuga del re a Varennes. Durante l'attacco dei sanculotti alle Tuileries riuscì a scampare al massacro ma fu fatto prigioniero e rinchiuso nel suo castello ad Arras, dove, nonostante la sua età avanzata, fu ghigliottinato. Le sue ultime parole furono: «Rimarrò fedele al mio re, come fecero i miei antenati».

## Matrimonio e figli

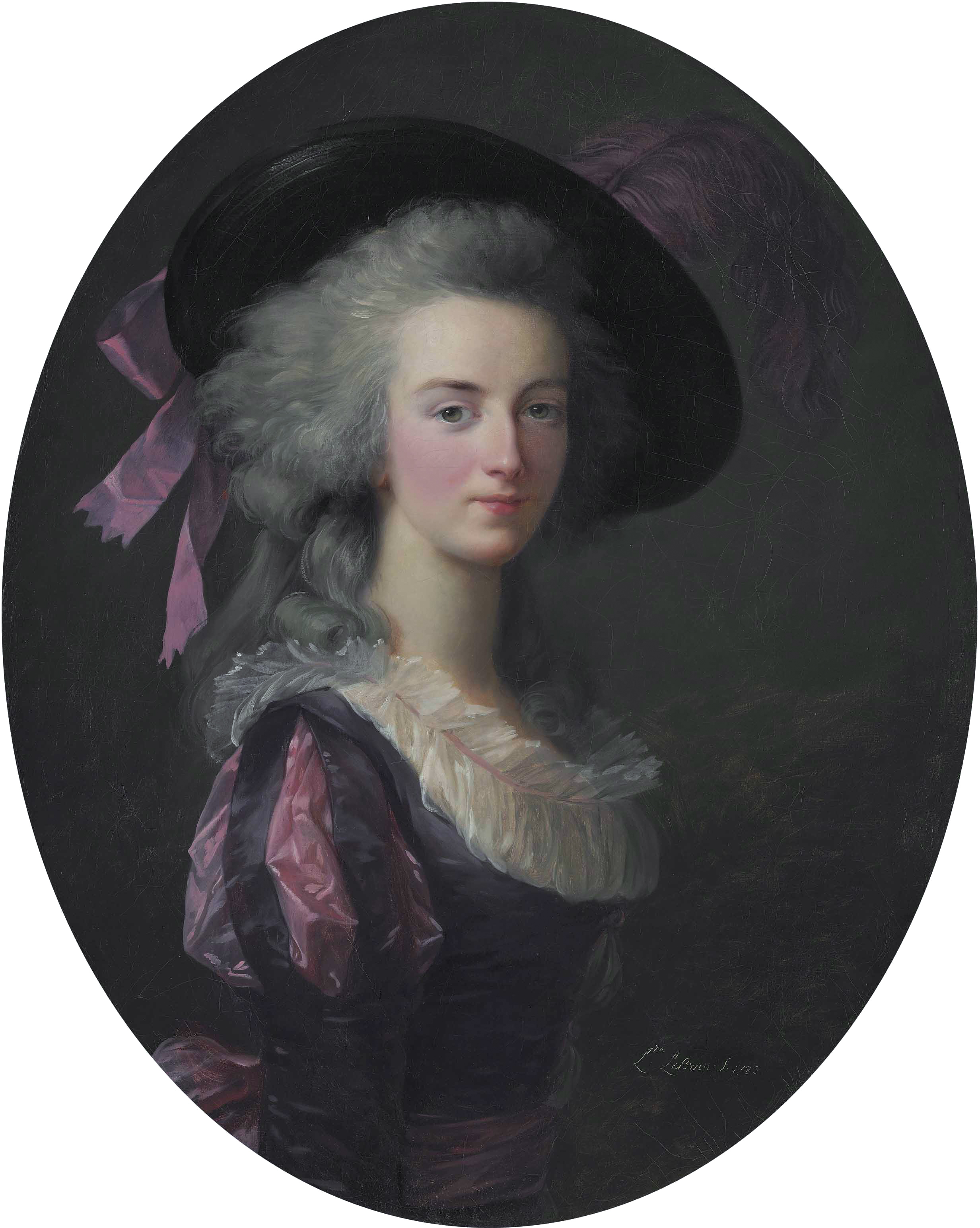
La terza moglie del marchese de Mailly, Marie Blanche Félicité de Narbonne-Pelet, ritratta da Elisabeth Vigée-Le Brun (1783)

Augustin-Joseph de Mailly si sposò nella sua vita tre volte. La prima, il 20 aprile 1732, con Constance Colbert de Torcy (1710-1734), nipote di Jean-Baptiste Colbert, figlia di Jean-Baptiste Colbert de Torcy, marchese di Torcy e di Sablé, segretario di stato per gli esteri, commendatore dell'Ordien dello Spirito Santo, e di sua moglie Catherine Félicité Arnauld de Pomponne, a sua volta figlia del ministro Simon Arnauld de Pomponne. Il matrimonio venne celebrato alla presenza di re Luigi XV di Francia. Da questo matrimonio nacquero tre figlie:
- Catherine-Joséphine (2 settembre 1733 - 18 aprile 1734);
- Joséphine (12 settembre 1734 - 16 settembre 1734);
- Joséphine Marie Constance (12 settembre 1734 - 15 settembre 1783), sposata a Parigi, nella parrocchia di Sainte Marguerite, il 9 gennaio 1747 con Marc René de Voyer de Paulmy, marchese d'Argenson, tenente generale della armate del re, governatore di Vincennes

Alla morte della prima moglie, il 26 febbraio 1737 si risposò a Folleville con Michelle de Séricourt, fille de Charles Timoléon de Séricourt, marchese d'Esclainvillers, signore di Folleville e Raineval, e di sua moglie Marie-Michelle de Court. Da questo matrimonio nacquero due figli:
- Joseph (3 settembre 1739 - aprile 1746);
- Louis-Marie (1744-1792), conte di Mailly d'Haucourt, duca di Mailly (2 febbraio 1777), capitano dei gendarmi scozzesi, governatore di Abbeville, generale di brigata di cavalleria (1780), maresciallo di campo (1781), presidente dell'aristocrazia del baliaggio di Péronne e deputato per quella circoscrizione agli stati generali del 1789. Sposò nel 1762 Marie-Jeanne de Talleyrand-Perigord (1747-1792), figlia di Gabriel-Marie de Talleyrand-Périgord, conte di Périgord, governatore e gran balivo di Berri, governatore delle città di Bourges e Issoudun, tenente generale delle armate del re, governatore della Piccardia, comandante in capo della Linguadoca, e di sua moglie Marie Françoise Marguerite de Talleyrand-Périgord, principessa di Chalais; non ebbe eredi sopravvissutigli.

Nuovamente vedovo, si risposò a Parigi, nella parrocchia di Saint Germain l'Auxerrois, il 15 aprile 1780 con Marie Blanche Félicité de Narbonne-Pelet (1763-1840), figlia di François Raymond Joseph de Narbonne Pelet, visconte di Narbonne, tenente generale delle armate del re, e di sua moglie Lucrèce Pauline Marie Anne de Ricard. Da questo matrimonio nacque un figlio:
- Adrien (1792-1878), conte di Mailly, marchese d'Haucourt e di Nesle, principe d'Orange e de l'Isle-Montréal, pari di Francia (1817), cavaliere dell'Ordine di San Luigi. Sposò il 10 settembre 1816 Eugénie Henriette de Lonlay (1797-1882); ebbe discendenza.

## Araldica
| Stemma | Descrizione                                    | Blasonatura                                                   |
|        | Augustin-Joseph de Mailly Marchese di Haucourt | D'oro, a tre magli di verde. Ornamenti esteriori da marchese. |